# Casa Hager (Maryland)
La casa Hager es una casa de piedra de dos pisos situada en Hagerstown, Maryland, Estados Unidos, que data del año 1740. La casa fue construida por Jonathan Hager, un inmigrante alemán de Westfalia, que fundó Hagerstown. En el sótano hay dos piscinas alimentadas por manantiales de agua, proporcionando una fuente de agua segura. Hager vendió la propiedad a Jacob Rohrer, en aquel entonces conocida como Fancy Hager. La casa permaneció por la familia Rohrer hasta 1944, cuando fue adquirida por la Sociedad Histórica del Condado de Washington. La casa restaurada se le otorgó a la ciudad de Hagerstown en 1954 y se abrió al público en 1962 como un museo histórico.
La casa Hager está situada junto a Key Street, en el Hagerstown City Park y está abierta desde abril hasta diciembre.